# BMD-1
El BMD-1 es un vehículo de combate de infantería aerotransportable soviético introducido en 1969. BMD significa Boyevaya Mashina Desanta (en ruso: Боевая Машина Десанта, literalmente "Vehículo de Combate de Desembarco Aéreo"). El BMD-1 puede ser lanzado en paracaídas, y aunque se parece al BMP-1, su tamaño y peso son mucho menores. El BMD-1 y sus variantes han sido usados por las VDV de la Unión Soviética y, posteriormente, de la Federación Rusa. 

## Desarrollo
Tras la Crisis de los misiles de Cuba, el Ejército soviético recibió instrucciones para considerar con mayor énfasis la proyección del poder fuera de la esfera de influencia soviética. Como resultado de ello hubo un gran esfuerzo para perfeccionar la VDV (Tropas Aerotransportadas de la Federación Rusa) hacia una fuerza de despliegue rápido. Estudios soviéticos sobre operaciones aerotransportadas mostraron que los paracaidistas por sí solos, por su condición de infantería ligera, no podrían hacerle frente a las fuerzas acorazadas enemigas. Esto impulsó al Alto Mando a pensar en mecanizar a las fuerzas aerotransportadas, para brindarles mayor alcance, movilidad y potencia de fuego.
La aparición del nuevo transporte de carga pesado Ilyushin Il-76 permitía que se transportasen vehículos blindados livianos. Sin embargo, el plan contemplaba poder lanzar el blindado con un paracaídas, requiriendo un vehículo que pesase no más de 7 toneladas, y el IFV soviético por excelencia, el BMP-1, pesaba 13 toneladas, dejándolo totalmente fuera del proyecto. La tarea de diseñar el BMD recayó, en 1965, sobre la Planta de Tractores de Volgogrado, la cual había participado sin éxito a principios de la década del sesenta en la competencia por el futuro BMP-1, con su diseño propio, el Ob’yekt 914.
El BMD (Ob’yekt 915) era básicamente una versión más pequeña y liviana del Ob’yekt 914. Aunque poseía menor blindaje, mantenía el cañón de 73 mm (el mismo que también equipa al BMP-1). Pero la disminución de las dimensiones del vehículo condenó a la tripulación a sufrir condiciones de hacinamiento, pudiendo transportar sólo 4 soldados en su interior. Es más, en la mayoría de las ocasiones, la escuadra debía reducirse a tres pasajeros por la falta de espacio.
La construcción del BMD-1 comenzó en 1968, produciéndose un número limitado de unidades. Luego de los ensayos operacionales, unos pocos vehículos fueron desplegados en las unidades paracaidistas de elite, entrando en servicio en 1969.

## Operadores
- Angola -
- Armenia - 10
- Azerbaiyán - 41
- Bielorrusia - 124 en 1995, 154 en 2000, 2003 y 2005.[1]
- India -
- Irán - 200 en servicio desde 1998.
- Moldavia - 44 BMD-1, BMD-1P y BTR-D.
- Rusia - Alrededor de 715 en servicio activo y 2,400 en reserva.
- Ucrania - 61 en 1995, 2000 en 2005.[2]
- Uzbekistán - 110 en 1995, 120 en 2000 y 2005.[3]

### Antiguos operadores
- Irak - 10 pedidos en 1980 y recibidos en 1981.[4] Todos destruidos o desaparecidos.
- Unión Soviética - Pasados a los estados sucesores.